# New Castle (Delaware)
Pour les articles homonymes, voir Newcastle.
La ville de New Castle est située dans le comté de New Castle, dans l’État du Delaware, aux États-Unis. Sa population s’élevait à 5 285 habitants lors du recensement de 2010, estimée à 5 529 habitants en 2018.

## Histoire

### Période coloniale néerlandaise
New Castle fut fondée en 1651 par Pieter Stuyvesant lorsque le directeur-général de Nouvelle-Néerlande démantela le Fort Nassau pour relocaliser la garnison néerlandaise en aval des établissements suédois afin de commander l'accès naval sur le fleuve Delaware. Le poste militaire devint le centre administratif de la région lorsque les Néerlandais annexèrent la Nouvelle-Suède en 1655. La ville d'Amsterdam se chargea dès l'année suivante de développer la colonie en tant que seigneurie privée appartenant à la municipalité hollandaise à même les terres de la Compagnie néerlandaise des Indes occidentales. Elle fut renommée La Nouvelle-Amstel. En 1664, les Anglais conquirent la Nouvelle-Néerlande et renommèrent la ville «New Castle». Puis en 1673-74, les Néerlandais reprirent momentanément la colonie avant qu'elle soit recédée définitivement à l'Angleterre en 1674.

## Démographie
| 1850  | 1860  | 1870  | 1880  | 1890  | 1900  |
| ----- | ----- | ----- | ----- | ----- | ----- |
| 1 202 | 1 902 | 1 916 | 3 700 | 4 010 | 3 380 |

| 1910  | 1920  | 1930  | 1940  | 1950  | 1960  |
| ----- | ----- | ----- | ----- | ----- | ----- |
| 3 351 | 3 854 | 4 131 | 4 414 | 5 396 | 4 469 |

| 1970  | 1980  | 1990  | 2000  | 2010  | - |
| ----- | ----- | ----- | ----- | ----- | - |
| 4 814 | 4 907 | 4 837 | 4 862 | 5 285 | - |

## Personnalités
- Lillian Ascough (1880-1974), suffragette américaine, est morte à New Castle.